# Emil Feist
Emil F. Feist (* 7. Januar 1924 in Groß-Peterwitz; † 26. Mai 1987 in München) war ein deutscher kleinwüchsiger Schauspieler und Clown.

## Leben
Emil Feist wurde als Sohn von Robert und Maria Feist, geb. Wieczorek, geboren. Seine Kindheit verbrachte er in Groß-Peterwitz und ging in die dortige Volksschule. Feist arbeitete zunächst als kaufmännischer Angestellter und Zirkusclown. Von 1952 war er als „Manegenaugust“ beim Schweizer Nationalcircus Knie tätig.
Ab 1969 arbeitete Feist zudem als Schauspieler. Aufgrund seiner Körpergröße von 1,30 m und seiner beruflichen Erfahrungen verkörperte er auf der Bühne, im Film und im Fernsehen oft Clowns, Narren und Artisten. Dabei wirkte er bei einigen international erfolgreichen Produktionen mit wie Ingmar Bergmans Das Schlangenei, Tonino Valeriis Mein Name ist Nobody, Jean-Jacques Annauds Name der Rose, Paul Mazurskys Komödie Moskau in New York und Volker Schlöndorffs Oscar-prämierter Grass-Verfilmung Die Blechtrommel. Ebenso spielte er in Fernsehproduktionen den Doktor in Georg Büchners Woyzeck und den „König Peter“ in Büchners Leonce und Lena.

## Filmografie (Auswahl)
- 1973: Mein Name ist Nobody (Il mio nome è Nessuno)
- 1977: Das Schlangenei (Ormens ägg / The Serpent's Egg)
- 1979: Die Blechtrommel
- 1984: Moskau in New York (Moscow on the Hudson)
- 1986: Der Name der Rose